# Leopárdgekkó
A leopárdgekkó (Eublepharis macularius) a hüllők (Reptilia) osztályába, a gekkóalakúak (Gekkota) alrendjébe és gekkófélék (Gekkonidae) családjába tartozó faj. Nevét jellegzetes foltjairól kapta, melyek sárgás alapszínezetű bőrét tarkítják, párducmintázat szerűen.
Régóta kedvelt hobbiállat a terrarisztikában. Először az Egyesült Államokban kezdték tenyészteni, innen terjedt el később az egész világon. Közkedvelt mivoltát látványos színezetének, könnyű tartásának és tenyészthetőségének köszönheti. Mivel eredeti élőhelyén sziklás, félsivatagi éghajlatú környezetben él, terráriumi tartása során is hasonló élőhely kialakítására kell törekedni. Élőhelyének kialakításakor figyelni kell arra, hogy ne sivatagi homokot használjunk, mert a fogságban tartott gekkók emésztése és immunrendszere nincs felkészülve a homok átdolgozására. A homokon tartás sok esetben bélelzáródáshoz vezet. Bőséges és változatos táplálékellátást igényel.

## Elterjedése
A leopárdgekkó a Közel-Keleten, Irán keleti részétől Pakisztánon és Afganisztánon át Északnyugat-Indiáig terjedt el, de Közép-Ázsiában a leggyakoribb. Ezen területek sziklás, kősivatagos, félsivatagos éghajlatú területein érzi a legjobban magát. Mivel ezeken a területeken télen a hőmérséklet 10 °C alá esik, ezért téli álmot alszik.

## Rendszertani besorolása
A leopárdgekkót először Edward Blyth írta le 1854-ben Eublepharis macularius néven. Az Eublepharis szóösszetétel, ahol az Eu a görög jó, a blephar a szemhéj megfelelője, mivel ezek a gekkók ebben különböznek a többi gekkótól az éjszakai életmód, a talplemezek hiánya és a rücskös bőr mellett. A macularius fajnév latin eredetű, és a foltjaira utal.
Rokonsága kiterjedt, beletartozik például az afrikai zsírfarkú gyík is. Négy faj azonban különösen közeli rokona, amelyek közül egyet a leopárdgekkó alfajának tartottak korábban:
- Eublepharis angramainyu (Anderson & Leviton 1966)[3]
- Eublepharis fuscus (Börner 1981)[3]
- Eublepharis hardwickii (Gray 1827)[3]
- Eublepharis turcmenicus (Darevsky 1977)[3]

### Alfajai
Öt alfaját elsősorban földrajzi elterjedésük alapján különböztetik meg egymástól.

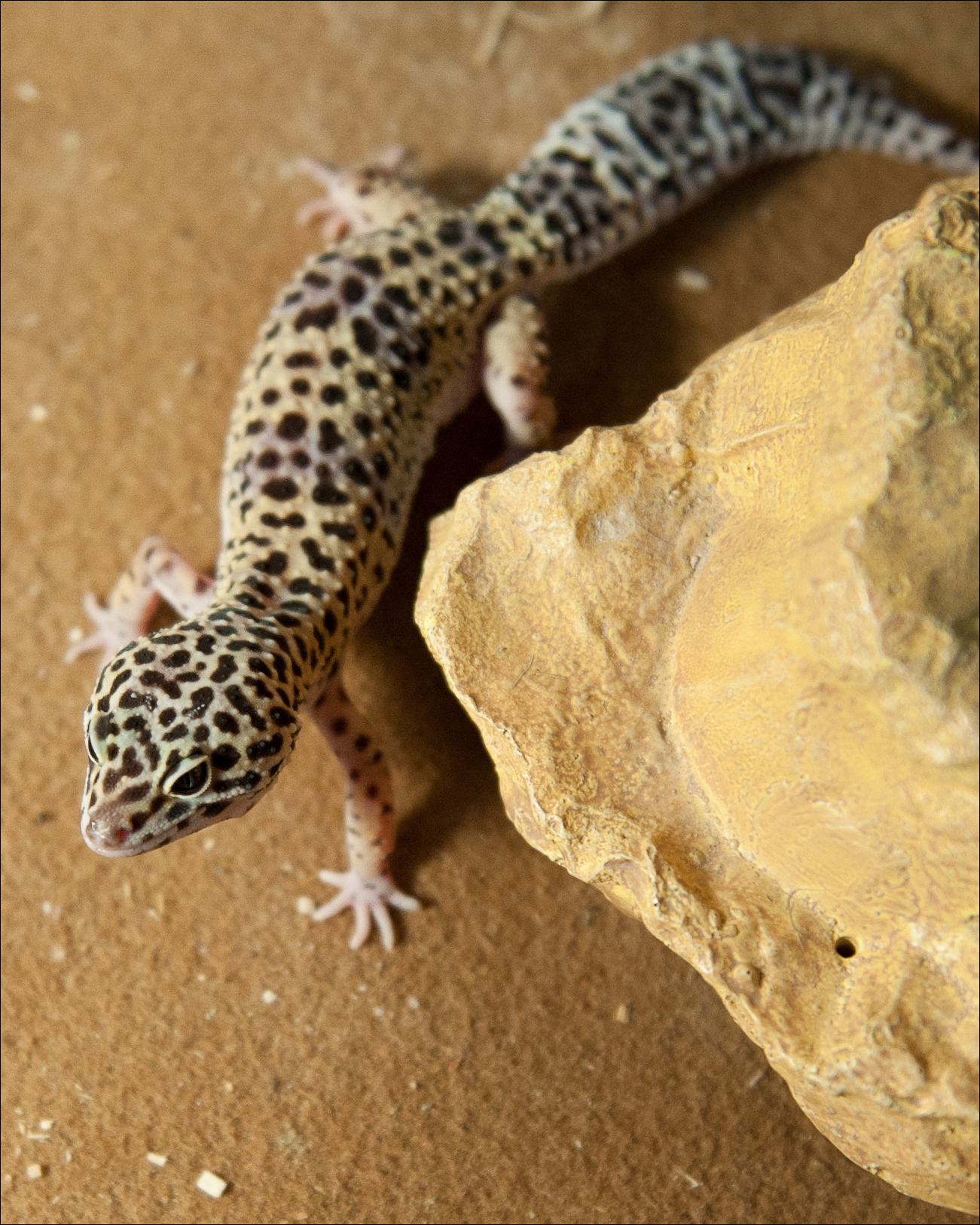
Eublepharis macularius afghanicus alfaj

Eublepharis macularius macularius, a névadó alak
- E. m. fasciolatus (Günther 1864),[4]
- E. m. montanus (Börner 1976)[5]
- E. m. smithi (Börner 1981)[5]
- E. m. afghanicus (Börner 1976)

## Megjelenése
Teljes hossza maximum 25 cm, bár egyes források 30 cm-es rekordpéldányokról is beszámolnak. Az átlagos hossz 20–25 cm körül van.
Más gekkó alcsaládokkal ellentétben, a szemhéjas gekkók (Eublepharinae) lábain tapadólemezek helyett vékony, karmos ujjak vannak, ezenkívül mozgatható szemhéjjal rendelkeznek, így képesek a pislogásra. Pislogáskor az emlősökkel ellentétben, az alsó szemhéj mozdul felfelé. Fejük szív alakú, farkuk a tövétől kezdve vastagszik, majd a farok hegyénél újra elvékonyodik. A farok hossza a testhossz harmadát teszi ki. Az egészséges leopárdgekkó farka vastag és húsos; a vékony farok betegségre vagy alultápláltságra utal. A viaszmoly lárváitól vagy az újszülött egerektől a farok elzsírosodik, mivel ezek az állatok túl zsírosak a gekkó számára. A tenyésztők táplálékkiegészítőbe mártott tücsköket ajánlanak. A farok eldobása után újranő, de vége tompa marad, és sosem lesz olyan, mint az eredeti. A frissen kikelt gekkók súlya körülbelül 3 gramm, kifejletten 45-65 grammos súlyra gyarapszanak.
Rövid lábukkal gyorsan tudnak szaladni, karmaikkal pedig képesek megkapaszkodni a sziklákon. Mivel nincsenek talplemezeik, ezért nem tudnak felmászni sima függőleges falakra. Külső fülük nincs; fejének két oldalán egy mélyedésben látható a belső fület védelmező dobhártya. Hallásuk segít a zsákmány helyének meghatározásában. Egyszerre száz foguk van, amelyeket 3-4 hónapos időközönként újranövesztenek. Az új fog a régi mellett nő ki az odontogenikus őssejtekből.
Bőre erős, védelmet nyújt a homokkal és a sziklákkal szemben. Háta rücskös, ami segít a rejtőzködésben. Hasi oldala ezzel szemben sima és puha. 
Klasszikus pettyes színezetük csak felnőttkorra alakul ki, a fiatal példányok sárga-barna keresztsávosak. A sávok a kor előrehaladtával felszakadoznak, és ivarérett korukra elérik jellegzetes foltos mintázatukat. A foltok minden példányra jellemzőek, nincs két teljesen egyforma mintázatú egyed. A természetben elsősorban a klasszikus, vad színváltozat jellemző, de a hobbiállatként való tartása során mára számtalan változatot tenyésztettek ki. 
Néhány elterjedt változat:
| - Nominat - High Yellow - Albino - Hypo - Hybino - Sunglow - Tangerine - Carrot-Head/-Tail - Patternless | - Patternless Albino - Blizzard - Pastel - Giant - (R)Aptor - Aberant/Jungle - Stripe - Ghost - Eclipse | - Mack Snow - Line Bred Snow - Super Hypo Snow - Designer - Diablo Blanco - Tremper Xanthic - Enigma - Emerald |

Mivel sok színváltozat egymástól függetlenül öröklődik, ezért lehetséges kombinálni is őket, így lesznek például a patternless albino és a mack snow albino. A patternless, hypomelanistic, és a blizzard változatokon a mintázat részben vagy egészen hiányzik, vagy elhalványul. A giant a faj óriás változata. A jungle a mintázat elrendezésének megváltozását jelenti. A snow a sötét részek megmaradását, és a sárga részek kifehéredését jelenti. A tangerine példányok narancssárga foltokat viselnek, többnyire a fejükön vagy a farkukon.

## Színváltozatai
|  |  |  |  |

### Ivari dimorfizmus
Első ránézésre nincs jelentős eltérés a két ivar között, de kis hozzáértéssel könnyen megállapítható az adott egyedek neme. A hímek robusztusabb megjelenésűek, nagyobbak a nőstényeknél, fejük szélesebb.
A legfontosabb eltérések a farok alatt figyelhetők meg, ahol a két comb között a hímeknél anális pórusokat találunk fordított V-alakban elhelyezkedni. A faroktövön jól kivehető a hemipénisz is. Ezek a képletek a nőstény egyedeknél hiányoznak.
Maguk a leopárdgekkók a nemi feromonok szaga alapján döntik el, hogy fajtársuk milyen nemű. A hímek agresszívak egy másik hímmel szemben, míg a nőstényeknek udvarolnak. Ha egy másik hímmel kerül szemben, akkor felemelkedik a földről, lábait kinyújtja, hátát begörbíti, és nyelvét kidugja. Ha ennek hatására a másik hím nem menekül el, akkor gyors, élénk harapásokkal támad, amivel súlyos sebeket okozhat az ellenfélnek. Hasonlóan viselkedik az éppen vedlő nőstényekkel szemben is. Vedlés után újra udvarolni kezd a nőstényeknek.

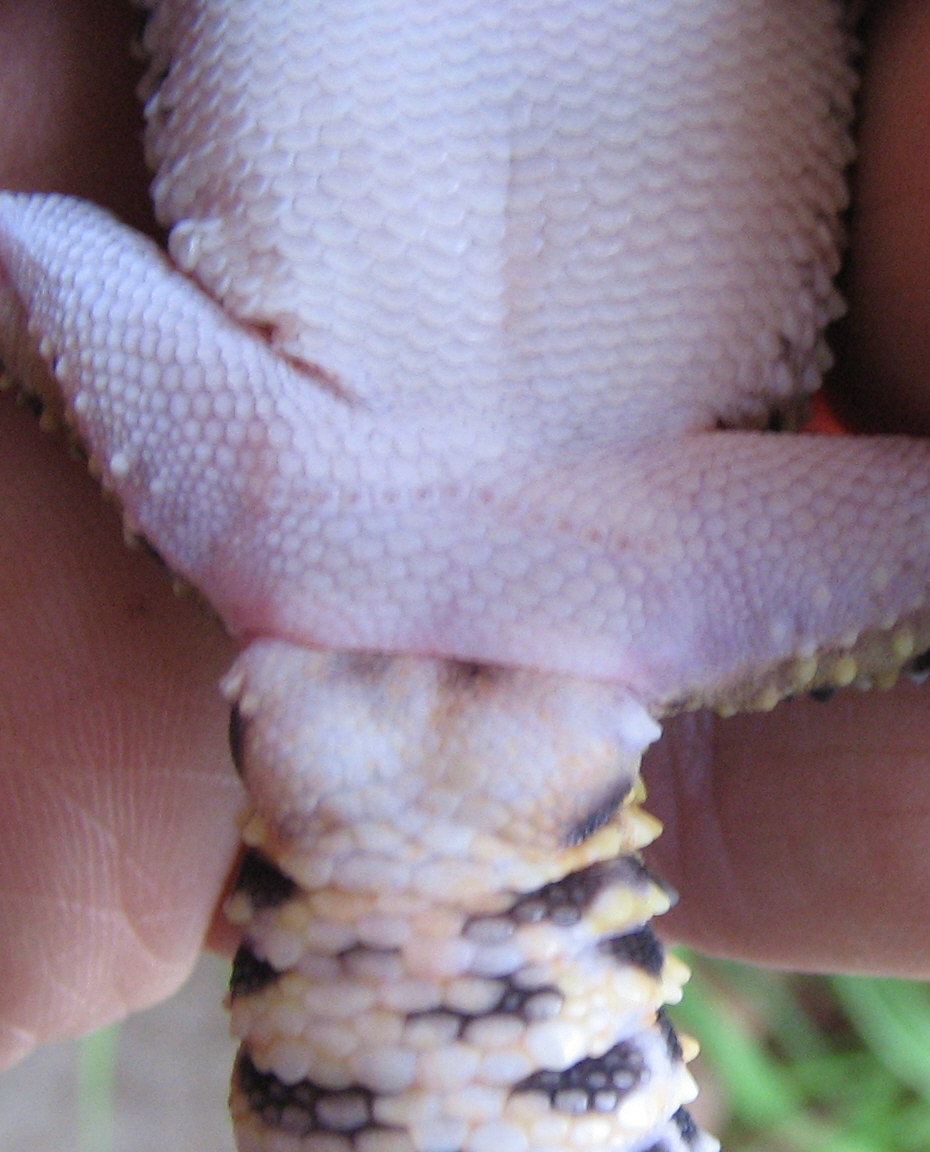
Hím gekkó anális tájéka
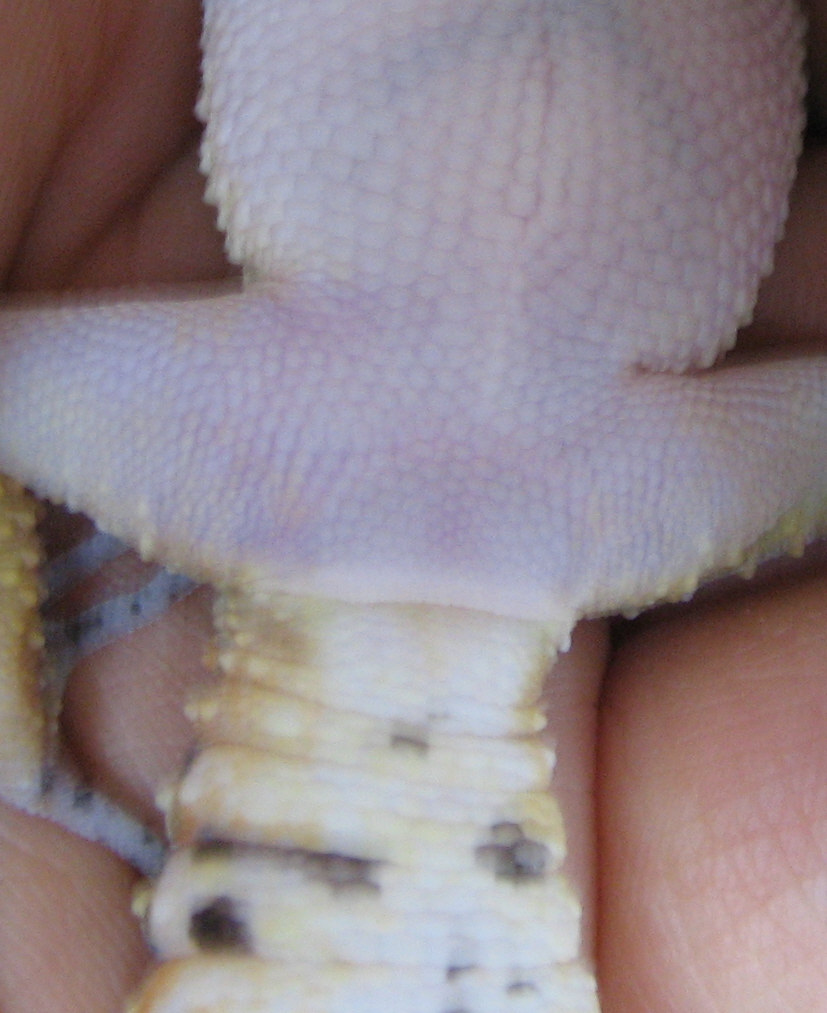
Nőstény gekkó anális tájéka

## Életmódja
Aktivitását napnyugtakor kezdi, éjszakai életmódot folytat. A félsivatagos éghajlatú területeken, ahol természetes élőhelye található, a nappali forróság miatt sok élőlény éjjeli életmódra váltott, így csökkentvén a túlzott felmelegedést és vízvesztést. Nappal sziklák repedéseiben, kövek alatt hűsöl, illetve szerzi meg a normál életműködéshez szükséges hőmérsékletet. Laza csoportokban él, akár öten is együtt, de ezekben a csapatokban csak egy hím lehet. Társas viselkedésük vitatott. Két hím találkozása akár halálig menő harcot eredményezhet. Üregeiket vagy maguk ássák, vagy más állatok üregeit veszik át és bővítik ki. A nedvesebb helyeket keresik, és ott nagyobb számban is összegyűlhetnek. Karmai segítségével ügyesen mászik. A nappal felmelegedett köveken melegszenek. A hideg hónapokban téli álmot alszanak.

### Táplálkozása
Éjjel indul táplálékszerző portyára, amikor kisebb rovarokat, lárvákat, pókokat és egyéb ízeltlábúakat zsákmányol. A vadászathoz leginkább a látását és a szaglását használja. Fogságban is inkább maga szereti levadászni a zsákmányt. Csak kényszer hatására fogad el már halott állatot. Kedvence a tücsök és a sáska. Táplálékát apró fogaival aprítja, de a tevékenység nem nevezhető igazán rágásnak. Táplálékukat gyakran egészben nyelik le. Az elfogyasztott állatok kemény külső, illetve belső vázait -mint például a bogarak kitin váza, vagy a kis gerincesek csontváza,- nem képes megemészteni, ezek székletével együtt ürülnek szervezetéből. A leopárdgekkó vedlés után gyakran elfogyasztja levedlett bőrét, mely gazdag fehérjékben. Szűkösebb időkre zsírt tartalékol a farkában, így annak levetése a tartalékok nagy részének elvesztését eredményezi. A kalcium és a D3 vitamin utánpótlása különösen fontos számukra. Nem ismert, hogy a természetben hogyan pótolja ezeket, ezért a rovarokat kalciumkészítmény és D3 vitamin keverékével hintik meg.

### Szaporodása
Ivarérettségét 9-12 hónaposan éri el.
A leopárdgekkó párzási időszaka a téli álom után nem sokkal, úgy április, május közt van.
Miután párosodott egy hímmel, a nőstény egy hónapon belül lerakja két, ritkán egy lágy héjú hosszúkás tojását egy üregben vagy a homokban. Egy évben egy nősténynek akár tíz fészke is lehet. Az egy párzásból nyert sperma két vagy három fészekre elég. A tojások kialakulásához a nősténynek még több kalciumra van szüksége. A tojások kikeléséhez szükséges idő hőmérsékletfüggő, de ellenőrzött körülmények között 40-65 nap szokott lenni. A kelés idejét a tojás héjának megrepedése és besüllyedése jelzi. A természetben csak 90-100 nap után kelnek ki. A kicsik 80–85 mm hosszúak, és 2-3 grammosak. A kelés napján már vedlenek is, és egészen addig nem esznek, amíg nem vedlettek. Barnás-okkeres színűek, és fehéren csíkozottak. Felnőttkori színezetük 8 hónapos korukra alakul ki.
A hőmérséklet a nemet is meghatározza. 26–30 °C-on és 34–35 °C-on többnyire csak nőstények, 31–33 °C-on többnyire csak hímek kelnek ki. A forró nőstények agresszívabbak, mint hidegen kelt társaik, és gyakran terméketlenek.

### Egyedfejlődése
A fiatal gekkók általában sötétbarna csíkozattal kelnek ki; idővel a csíkozottság elhalványul, s helyettük pöttyök és foltok jelennek meg az egyedfejlődésük során.
Ugyanakkor leopárdgekkóknál 6-12 hónapos korukban lehet megállapítani, hogy nőstény vagy hím-e.

### Vedlés
Vedlés előtt élénk színei megfakulnak, fakó, fehéres színt ölt. A kifejlett állatok havonta vedlenek, a fiatalok néha akár két hetente is.
A vedlés első szakaszában a gekkó fején felszakad a bőr. Kövekhez dörzsölve fejét és testét, míg a bőrt nem éri el szájával. Ezután már szájával tépi le egész testéről, végtagjairól is az elhasználódott, régi bőrt, melyet a vedlés után gyakran el is fogyaszt. A bőr megevését két elmélet magyarázza. Az egyik szerint így tünteti el a rá utaló jeleket, a másik szerint ezzel a vedlés miatt elvesztett tápanyagokat szerzi vissza.

### Védekező mechanizmusok
A leopárdgekkónak több ragadozóval szemben is védekeznie kell. A ragadozók lehetnek nagyobb hüllők, békák vagy rókák. Látása és hallása segít elkerülni őket, bőre pedig álcázza, így azok nehezebben ismerik fel. A vedlés és a bőr megevése is eltávolít bizonyos jeleket. Ha veszélyben érzik magukat, a leopárdgekkók sziszegéssel igyekeznek elriasztani támadójukat. A nappali rejtekhelyen való alvás nemcsak az életműködéshez szükséges hőmérséklet megszerzését teszi lehetővé, hanem ezzel a nappali ragadozókat is elkerülik.
Mint más egyéb gyíkfajtákra is jellemző, a leopárdgekkó is elveszítheti a farkát, mely azután kis idő múlva visszanő. A természetben a farok elveszítése akaratlagos védekező mechanizmus az állat részéről. Amikor megtámadja egy másik állat, akkor inkább leveti a farkát, ezzel megzavarva támadóját, és így el tud menekülni. A farok elveszítése történhet egy erősebb stressz következtében is, például, ha párzás közben megharapják, tolongania kell a táplálékért, vagy a farkánál fogják meg, ezért az állat terráriumi körülmények között óvatosan kezelendő. A farok a levetés után még fél órán át mozog, ami tovább segíti a gekkót a menekülésben. A farok nagy mérete miatt egy rokon fajnál (Christinus marmoratus) már kimutatták, hogy a farok levetése után gyorsabban tud futni.
A farok levetését a testfelépítés is támogatja. A farok tövén a gerinccsigolyák lazábban kapcsolódnak egymáshoz, mint máshol. Az erek gyors összehúzódása megmenti a gekkót az elvérzéstől. A farok ledobása erős stresszt jelent, különösen, ha mások eszik meg, mert így elvész a benne tárolt tartalék táplálék. A túlélés érdekében a farok gyorsan újranő. A farkát vesztett gekkó könnyebben megbetegszik, és akár meg is halhat, de ez ritka. A regenerált farok színei többnyire emlékeztetnek az eredetire, de mintázatában és a színek élénkségében eltérhet tőle. Rövidebb, és vastagabb, mint az eredeti. A bőr minősége is különbözik az eredetitől.

## Betegségei
A leopárdgekkó leggyakoribb betegségei:
- Gasztroenteritisz, amit az egészségtelen körülmények között fellépő baktériumfertőzés okoz. A híg vagy a véres széklet ennek a jele lehet. Az egészséges leopárdgekkó széklete fehér és száraz. A betegség fertőző, és könnyen terjed. További tünetei közé tartozik a fogyás, az egyre vékonyabbá váló farok, és az emésztetlen tücsökdarabok. Kezelés hiányában a gekkó abbahagyja az evést, csontsoványra fogy, kiszárad, és akár meg is halhat.[9]
- Bélelzáródás, amit a homok vagy az aljzat más anyagának megevése okoz.
- A coccidia egy élősködő által okozott gyomor-bélrendszeri betegség. A beteg gekkó társaira is könnyen átterjed. Kezelés hiányában a gekkó abbahagyja az evést, csontsoványra fogy, kiszárad, és akár meg is halhat.[9]
- Metabolikus csontanyagcsere zavar, amit a kalcium és a D3 vitamin hiánya okoz. Ezek fontosak a csontépítéshez és a tojáshéj kialakításához. Gyengeséggel, csontritkulással, a csontok torzulásával, remegéssel és étvágytalansággal jár. Nem egyszerű meggyógyítani.[9]
- Az anorexia nem külön betegség, hanem tünet. Lehet emésztőszervi betegségek tünete, vagy okozhatja stressz. A gekkó abbahagyja az evést, ezért vészesen lefogy és legyengül. Kezelés hiányában halálhoz vezet.[9]
- A dysecdysis a vedlés zavara, aminek oka a táplálás hibái, a túl száraz levegő vagy az elhanyagoltság. A nem teljesen levetett bőr akárhol lelóghat, ami rontja a gekkó látását, és a mozgásában is akadályozza. Ha a kezelés elmarad, akkor fertőzéshez vezethet.[9]
- Dystocia, a nőstény nem tudja lerakni tojásait. A tojások túl nagyok, és beszorulnak a petevezetékbe vagy a kloakába. Okozhatja a nőstény gyengesége vagy betegsége is. Ekkor abbahagyja az evést, legyengül és kedvetlenné válik.[9]
- Stomatitis, a száj környékének bűzös duzzanata.
- Tüdőgyulladás, egy baktériumok által okozott légzőszervi betegség. Ha túl hideg és nedves környezetben vannak, akkor a leopárdgekkók elkaphatják ezt a betegséget. A nehéz légzéssel járó betegség magától meggyógyul, ha a hőmérséklet tartósan 28 - 29 °C-ra emelkedik.[9]
- Prolapsus, amit a homok vagy az aljzat más anyagának megevése okoz.[9]
- A cryptosporidiosis könnyen halálossá válhat, ha nem fedezik fel időben. Habár bonyolult eldönteni, hogy valóban erről van-e szó, de a visszaöklendezett étel, a folyékony széklet és a fogyás alapos gyanúra ad okot. Habár kevés a remény a gyógyulásra, már vannak kísérleti szerek, amelyek további kellemetlenségek árán meggyógyíthatják a beteget. Sok leopárdgekkót azonban elaltatnak, ha felismerik rajta a betegség jeleit.[25]

## Tartása
Egy leopárd gekkó számára legalább 60x30x30 centiméteres terráriumot érdemes berendezni, de általában nagyobb csapatokban szokás tartani őket. A csoportos tartás csak nőstény egyedek esetén, kellő búvóhellyel ellátva működhet. Hímeket tilos együtt tartani!
A terráriumot természetes élőhelyüknek megfelelően sztyeppi, félsivatagos éghajlatnak megfelelően kell berendezni. A terrárium aljzatának nem homok használatos. Ajánlót ajzatok: 1 éves kor alatt papírtörlő. Kifejlett példányok esetén terráriumi műpázsit, mészgritt, vitaminos nem homok alapú talajkeverék, nem lenyelhető méretű kavicskeverék.  A folyamatos ivóvíz utánpótlásról gondoskodni kell. A hőmérséklet nappal 25-35 °C között megfelelő, éjjel 20 °C körüli hőmérséklet is elegendő. Éjszaka aktív állatok lévén nincs szükségük feltétlenül világításra, de a megfelelő hőmérséklet elérése érdekében gyakran alkalmazzák.
Az egyik leggyakoribb terráriumi hüllő. Lehet, hogy ez a faj a legrégebben fogságban tartott gyík.  Többségük már több nemzedék óta fogságban él; őseiket többnyire Pakisztánban gyűjtötték. Kis mérete, robusztussága és könnyű gondozása miatt jó kezdő hüllő. Jól szaporodik fogságban. Sokféle színváltozata közül egyesek a beltenyészet káros hatásaitól szenvednek. Így például az Enigma színváltozat tagjai stressz hatására körözni kezdenek egy idegrendszeri károsodás miatt.

## Fordítás
- Ez a szócikk részben vagy egészben  a   Leopardgecko (Art) című német Wikipédia-szócikk fordításán alapul.  Az eredeti cikk szerkesztőit annak laptörténete sorolja fel. Ez a jelzés csupán a megfogalmazás eredetét és a szerzői jogokat jelzi, nem szolgál a cikkben szereplő információk forrásmegjelöléseként.
- Ez a szócikk részben vagy egészben  a   Leopard gecko című angol Wikipédia-szócikk fordításán alapul.  Az eredeti cikk szerkesztőit annak laptörténete sorolja fel. Ez a jelzés csupán a megfogalmazás eredetét és a szerzői jogokat jelzi, nem szolgál a cikkben szereplő információk forrásmegjelöléseként.